# Parque eólico de Ngong Hills
El parque eólico de Ngog Hills es una planta de energía eólica en Kenia, cercana a la capital, Nairobi. 

## Ubicación

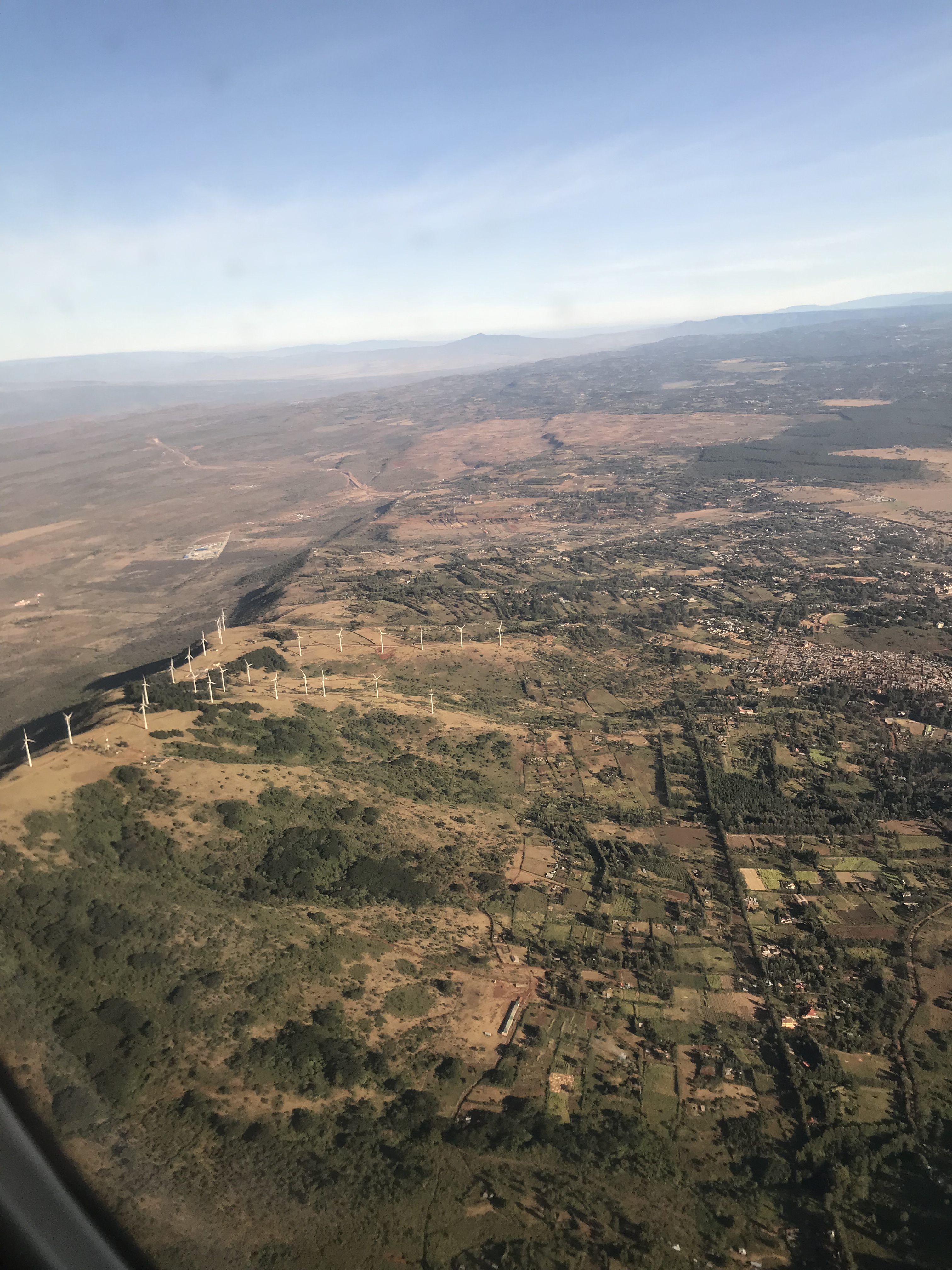
Estación de energía eólica Ngong Hills

La central eléctrica está ubicada en las estribaciones del norte de Ngong Hills, cerca de la ciudad de Ngong, en el condado de Kajiado, aproximadamente a 35 km, por carretera, al suroeste de la capital Nairobi. El viento es más fuerte por la tarde y en marzo, y más débil por la mañana y en julio, en contraste con el parque eólico del lago Turkana.

## Historia
La central eléctrica de Ngong Hills se puso en servicio inicialmente en 1993 con dos turbinas eólicas donadas por el gobierno de Bélgica. Después de retirarse ambas turbinas, la modernización con nueva infraestructura llevó a una segunda puesta en servicio en agosto de 2009, con una capacidad de 5,1 MW. A partir de 2013, la Kenya Electricity Generating Company, que posee y opera el parque eólico y la central eléctrica, comenzó a agregar nuevas turbinas; para 2015, cuando se completó el trabajo, la capacidad de generación de la central eléctrica había aumentado a 25,5 MW.